# Летов Š-14
Летов Š-14 (чеш. Letov Š-14) је чехословачки ловачки авион који је производила фирма Летов (чеш. Letov). Први лет авиона је извршен 1924. године. 

Направљен је само један прототип, који је у такмичењу постигао брзину од 246,44 km/ч. Авио је прерађен даље у модел Летов Š-20.
Највећа брзина авиона при хоризонталном лету је износила 238 km/h. Распон крила авиона је био 8,10 метара, а дужина трупа 6,43 метра. Празан авион је имао масу од 664 килограма. Нормална полетна маса износила је око 896 килограма. Био је наоружан са 2 предња митраљеза калибра 7,7 мм.

## Наоружање
| Наоружање авиона: Летов        |        |
| Ватрено (стрељачко) наоружање  |        |
| Топ                            |        |
| Митраљез                       |        |
| Број и ознака митраљеза        | 2 Луис |
| Калибар                        | 7,7    |
| Бомбардерско наоружање (бомбе) |        |
| Ракетно наоружање (ракете)     |        |